# Чиб'яна-ді-Кадоре
Чиб'яна-ді-Кадоре (італ. Cibiana di Cadore, вен. Cibiana de Cador) — муніципалітет в Італії, у регіоні Венето, провінція Беллуно.
Чиб'яна-ді-Кадоре розташований на відстані близько 500 км на північ від Рима, 110 км на північ від Венеції, 28 км на північ від Беллуно.
Населення — 408 осіб (2014).

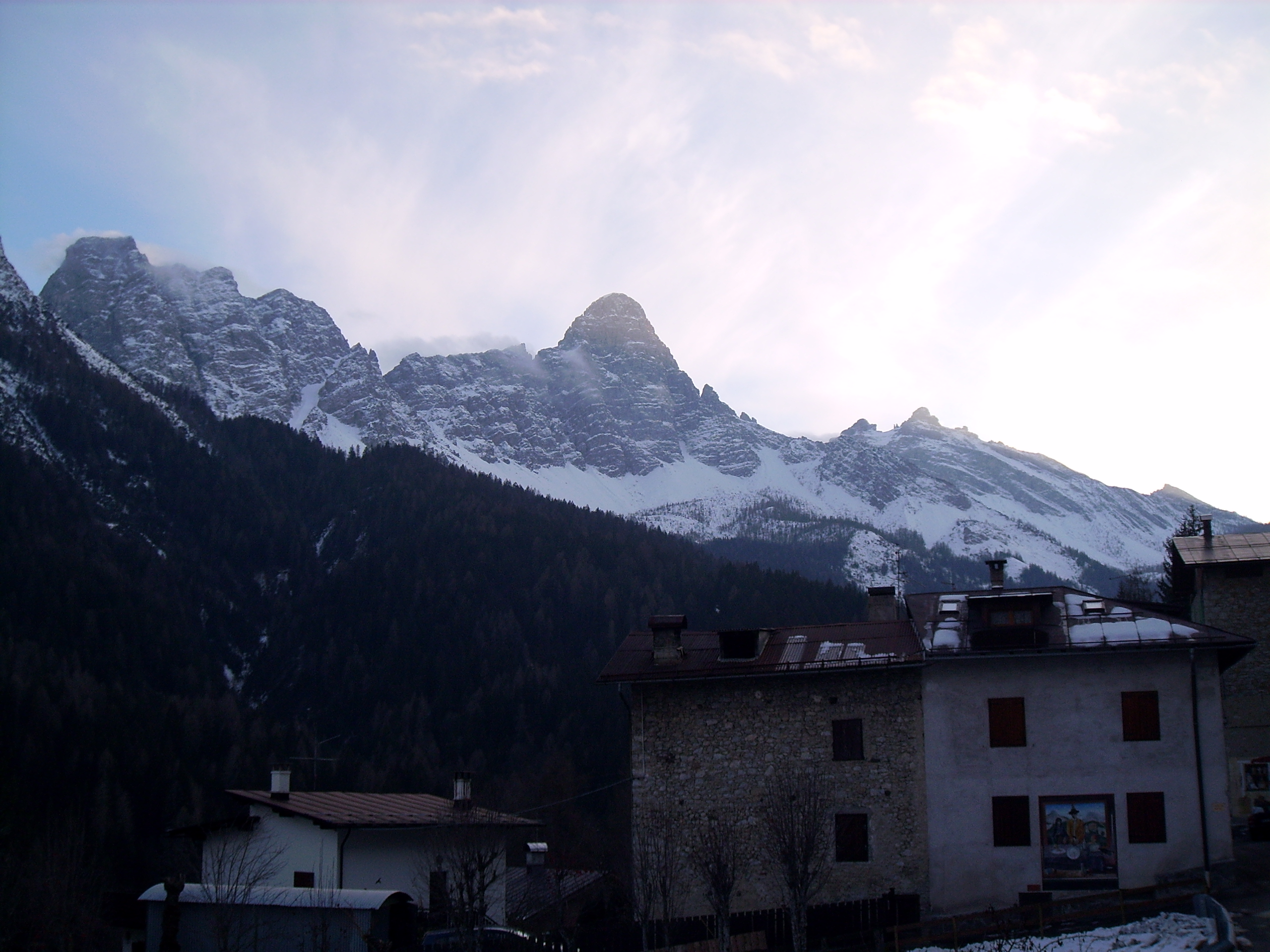

Щорічний фестиваль відбувається 10 серпня. Покровитель — San Lorenzo Martire.

## Демографія
Населення за роками:

Станом на 1 січня 2023 року в муніципалітеті офіційно проживало 12 іноземців з 10 країн, серед них 4 громадяни країн Євросоюзу та 1 громадянин України.

## Сусідні муніципалітети
- Валь-ді-Цольдо
- Оспітале-ді-Кадоре
- Валле-ді-Кадоре
- Водо-ді-Кадоре